# 香川県道136号志度小田津田線
香川県道136号志度小田津田線（かがわけんどう136ごう しどおだつだせん）は、香川県さぬき市を通る一般県道である。

## 概要

### 路線データ
- 起点：さぬき市志度（天野峠西交差点、国道11号交点、香川県道141号石田東志度線終点）
- 終点：さぬき市津田町津田（南羽立交差点、国道11号交点）
- 総延長：15.083 km

## 路線状況

### 重複区間
- 香川県道135号大串志度線（さぬき市志度 - さぬき市鴨庄）
- 香川県道137号大串鴨部線（さぬき市小田）

## 地理

### 通過する自治体
- さぬき市

### 交差する道路
| 交差する道路                         | 交差する場所 | 交差する場所          |
| ------------------------------------ | ------------ | --------------------- |
| 国道11号 香川県道141号石田東志度線   | 志度         | 天野峠西交差点 / 起点 |
| 香川県道135号大串志度線 重複区間起点 | 志度         |                       |
| 香川県道135号大串志度線 重複区間終点 | 鴨庄         |                       |
| 香川県道137号大串鴨部線 重複区間起点 | 小田         |                       |
| 香川県道137号大串鴨部線 重複区間終点 | 小田         |                       |
| 国道11号                             | 津田町津田   | 南羽立交差点 / 終点   |

### 沿線
- 徳島文理大学 香川校
- さぬき市立さぬき北幼稚園
- さぬき市立さぬき北小学校